# 艳丽笋螺
艳丽笋螺（学名：Terebra pseudopertusa），是新腹足目笋螺科笋螺属的一种。主要分布于台湾，常栖息在稍深海底（80-110米）。